# Kódolási stílusok
A kódolási stílusok (konvenciók) megfelelő alkalmazása a hatékony szoftverfejlesztés egyik kulcsfontosságú sarokköve. A nehezen olvasható forráskód nehezen karbantartható, körülményes benne a hibakeresés. A konvenciók betartása elengedhetetlen abban az esetben, ha bizonyos kódrészeken több fejlesztő is dolgozik.

## Sorhossz
A hosszú sorokat célszerű tördelni.
```
if($month  ==  'september'  || $month  == 'april' ||
   $month  ==  'june'  || $month  == 'november') {
         return 30;
}
```

## Térközök és jelek egymás alá igazítása
```
$name     = $_GET['name'];
$email    = $_GET['email'];
$address  = $_GET['address'];
```

```
$lt       = localtime();
$day      = $lt['tm_day'];
$month    = $lt['tm_mon'] + 1;
```

## Kapcsos zárójelek
- BSD stílus:

```
if ($feltétel)
{
       // utasítás
}
```

- GNU stílus:

```
if ($feltétel)
  {
       // utasítás
  }
```

- K&R stílus:

```
if ($feltétel) {
       // utasítás
}
```